# كلورسينة
الكلورسينة (الاسم العلمي: Chloridinae) هي تحت قبيلة من النباتات تتبع الفصيلة النجيلية من رتبة القبئيات.

## أجناس الكلورسينة
- النجيل
- الكلورس
- عشب الحبل